# Österreichische Fußball-Frauenmeisterschaft 2005/06
Die österreichische Fußball-Frauenmeisterschaft wurde 2005/06 zum 34. Mal nach der 35-jährigen Pause zwischen 1938 und 1972. ausgetragen. Die höchste Spielklasse ist die ÖFB-Frauenliga und wurde zum ersten. Mal durchgeführt. Die zweithöchste Spielklasse, in dieser Saison die 27. Auflage, wurde in vier regionale Ligen unterteilt, wobei die 2. Division Mitte zum 6. Mal, die 2. Liga Ost zum ersten Mal, die 2. Division Süd zum ersten Mal und die Regionalliga West zum 12. Mal ausgetragen wurde.
Österreichischer Fußballmeister wurde zum 4. Mal in Folge SV Neulengbach. Die Meister der zweithöchsten Spielklasse wurden Union Kleinmünchen II (Mitte), SV Horn (Ost) und 1. DFC Leoben (Süd). In den Relegationsspielen konnten sich 1. DFC Leoben sowie der LASK Ladies durchsetzen und waren somit berechtigt in der Saison 2006/07 in der ÖFB-Frauenliga zu spielen.

## Erste Leistungsstufe – ÖFB-Frauenliga

### Modus
Im Rahmen des im Meisterschaftsmodus durchgeführten Bewerbes spielte jede Mannschaft zweimal gegen jede teilnehmende gegnerische Mannschaft (Hin- und Rückrunde). Das Heimrecht ergibt sich durch die Auslosung.

### Saisonverlauf
In der ÖFB-Frauenliga verteidigten die Damen aus Neulengbach ihren Titel aus der Vorsaison und holten sich mit dem Pokalsieg das Double. Auf den Rängen dahinter platzierten sich die übrigen Spitzenmannschaften USC Landhaus und Union Kleinmünchen. Überraschend gut hielt sich die Mannschaft des Aufsteigers aus Gloggnitz mit dem achten Tabellenrang. Überraschend gab nach Saisonende der Vorstand des viertplatzierten Innsbrucker AC den Rückzug aus der obersten Liga bekannt. Gründe wurden hierfür offiziell keine verlautbart.
Gespielt wurde analog der Herren-Bundesliga mit zehn Mannschaften. Der Meister qualifizierte sich für die UEFA Women’s Cup, der Tabellenletzte stieg fix in die zweite Division ab, der neuntplatzierte Verein musste in einem Relegationsspiel gegen den Meister der 2. Division Mitte um den Verbleib in der ÖFB-Frauenliga kämpfen. Durch den freiwilligen Ausstieg der Innsbruckerinnen, verblieb der FC Südburgenland automatisch in der ersten Liga, während der letztplatzierte und vermeintliche Fixabsteiger aus ASV St. Margarethen/Lavanttal dafür in der Relegation antreten durfte, jedoch beide Spiele gegen die LASK Ladies aus Linz verlor. Im zweiten Relegationsspiel setzten sich die Damen des 1. DFC Leoben gegen ihre Konkurrentinnen von SV Horn durch.

### Abschlusstabelle
Die Meisterschaft endete mit folgendem Ergebnis:
| Pl.                            | Verein                        | Sp. | S  | U | N  | Tore    | Diff. | Punkte |
| ------------------------------ | ----------------------------- | --- | -- | - | -- | ------- | ----- | ------ |
| 1.                             | SV Neulengbach (M, C)         | 18  | 17 | 0 | 1  | 099:900 | +90   | 51     |
| 2.                             | USC Landhaus                  | 18  | 14 | 1 | 3  | 051:220 | +29   | 43     |
| 3.                             | Union Kleinmünchen            | 18  | 12 | 3 | 3  | 057:280 | +29   | 39     |
| 4.                             | Innsbrucker AC                | 18  | 9  | 1 | 8  | 054:420 | +12   | 28     |
| 5.                             | USG Neustadtl F1              | 18  | 8  | 2 | 8  | 026:340 | −8    | 26     |
| 6.                             | ASK Erlaa                     | 18  | 6  | 2 | 10 | 025:370 | −12   | 20     |
| 7.                             | LUV Graz                      | 18  | 5  | 3 | 10 | 032:590 | −27   | 18     |
| 8.                             | SV Gloggnitz (RG)             | 18  | 5  | 1 | 12 | 025:510 | −26   | 16     |
| 9.                             | FC Südburgenland              | 18  | 4  | 3 | 11 | 033:630 | −30   | 15     |
| 10.                            | ASV St. Margarethen/Lavanttal | 18  | 0  | 4 | 14 | 013:700 | −57   | 04     |
| Stand: Endstand. Quelle: NOeFV |                               |     |    |   |    |         |       |        |

| (M)  | Österreichischer Fußball-Frauenmeister 2004/05 |
| (C)  | ÖFB-Ladies-Cup-Sieger 2004/05                  |
| (RG) | Gewinner der Relegation der Saison 2004/05     |

Qualifiziert über die Relegation
- Landesliga Steiermark – 2. Division Ost: 1. DFC Leoben (Relegation zur ÖFB-Frauenliga)
- ÖFB-Frauenliga – 2. Division Mitte: LASK Ladies (Relegation zur ÖFB-Frauenliga)

### Torschützenliste
Die Torschützenkrone in der Frauenliga holte sich die Brasilianerin Rosana Dos Santos von Neulengbach mit 26 Treffern. Auf dem zweiten Rang platzierte sich mit etwas Abstand Katrin Walzl von USC Landhaus.
| Pl. | Nat.       | Spieler                   | Verein             | Tore |
| --- | ---------- | ------------------------- | ------------------ | ---- |
| 01. | Brasilien  | Rosana dos Santos Augusto | SV Neulengbach     | 26   |
| 02. | Osterreich | Katrin Walzl              | USC Landhaus       | 19   |
| 03. | Osterreich | Katharina Strauchs        | Union Kleinmünchen | 16   |
| 04. | Osterreich | Natascha Celouch          | SV Neulengbach     | 15   |
| 05. | Osterreich | Gertrud Stallinger        | Union Kleinmünchen | 14   |
| 06. | Osterreich | Nina Burger               | SV Neulengbach     | 13   |
| 07. | Osterreich | Birgit Gumpenberger       | SV Neulengbach     | 12   |
| 07. | Osterreich | Marlies Hanschitz         | Innsbrucker AC     | 12   |
| 09. | Osterreich | Doris Adamovics           | Innsbrucker AC     | 11   |
| 09. | Osterreich | Maria Gstöttner           | SV Neulengbach     | 11   |
| 09. | Osterreich | Cornelia Haas             | SV Gloggnitz       | 11   |

## Zweite Leistungsstufe
Um die Kosten für die Vereine zu reduzieren, wird diese in vier regionalen Gruppen ausgespielt: 2. Division Mitte, 2. Division Ost, Landesliga Steiermark und Regionalliga West.
Die zweite Leistungsstufe bestand aus vier Ligen, getrennt nach Regionen:
- 2. Division Mitte mit den Vereinen aus Oberösterreich (OFV) und Salzburg (SFV),
- 2. Division Ost mit den Vereinen aus Niederösterreich (NÖFV) und Wien (WFV),
- Landesliga Steiermark mit den Vereine aus Burgenland (BFV), Kärnten (KFV) und Steiermark (StFV) und
- Regionalliga West mit den Vereinen aus Tirol (TFV) und Vorarlberg (VFV).

Der allgemeine Modus sieht vor, dass die Meister der Ligen in einer Relegation um den Aufstieg in die ÖFB-Frauenliga spielen konnten. Der Tabellenletzte der jeweiligen Liga stieg ab.

### 2. Division Mitte

#### Modus
Die 2. Division Mitte wurde aus sieben Vereinen der Landesverbände von Salzburg und Oberösterreich gebildet. Der Meister konnte gegen einen anderen Meister der 2. Liga um den Aufstieg in die ÖFB-Frauenliga. Doch der Meister, die zweite Mannschaft von Union Kleinmünchen, verzichtete.

#### Saisonverlauf
Da die zweite Mannschaft von Union Kleinmünchen in der 2. Division Mitte den Titel für sich entschied, durften die Vizemeisterinnen der LASK Ladies, die sich nur auf Grund der besseren Tordifferenz vor den Salzburgerinnen aus Hof platzierten, das Relegationsspiel gegen den neuntplatzierten aus der ÖFB-Frauenliga um den Aufstieg bestreiten. Die Linzerinnen blieben in beiden Partien erfolgreich und feierten damit ihren erstmaligen Aufstieg in die höchste Spielklasse.

#### Abschlusstabelle
Die Meisterschaft endete mit folgendem Ergebnis:
| Pl.                          | Verein                  | Sp. | S  | U | N  | Tore    | Diff. | Punkte |
| ---------------------------- | ----------------------- | --- | -- | - | -- | ------- | ----- | ------ |
| 1.                           | Union Kleinmünchen II   | 18  | 12 | 1 | 5  | 043:350 | +8    | 37     |
| 2.                           | LASK Ladies (RV)        | 18  | 11 | 2 | 5  | 047:260 | +21   | 35     |
| 3.                           | USK Hof                 | 18  | 11 | 2 | 5  | 033:260 | +7    | 35     |
| 4.                           | SV Garsten              | 18  | 9  | 2 | 7  | 046:400 | +6    | 29     |
| 5.                           | SV Spittal/Drau         | 18  | 6  | 0 | 12 | 035:360 | −1    | 18     |
| 6.                           | ASK Maxglan             | 18  | 4  | 3 | 11 | 023:470 | −24   | 15     |
| 7.                           | ASKÖ Dionysen/Traun (N) | 18  | 3  | 4 | 11 | 027:440 | −17   | 13     |
| Stand: Endstand. Quelle: OFV |                         |     |    |   |    |         |       |        |

| (N)  | Neueinsteiger aus der Landesliga der Saison 2004/05 |
| (RV) | Verlierer der Relegation der Saison 2004/05         |

Aufsteiger
- Oberösterreich: Union Geretsberg, Union Nebelberg
- Salzburg: keiner

#### Torschützenliste
Mit 28 Toren holte sich Karin Schwaiger von Garsten die Torschützenkrone der 2. Division Mitte. Ihr folgten Sonja Stollnberger (LASK Ladies) mit 26, Marina Embacher (Hof) mit 16 und Tanja Wurm (Kleinmünchen) mit 14 Toren.

### 2. Liga Ost

#### Modus
Die 2. Division Ost wird aus 10 Vereinen der Landesverbände Wien und Niederösterreich gebildet. Der Meister spielte in Relegationsspielen gegen den Meister der 2. Liga Süd um den Aufstieg in die ÖFB-Frauenliga.

#### Saisonverlauf
Die Damen aus SV Horn in Niederösterreich feierten, nachdem sie in der Vorsaison nur den siebten Rang belegen konnten, überraschend ihren ersten Meistertitel in der zweiten Division, scheiterten aber in den Relegationsspielen um den Aufstieg in die ÖFB-Frauenliga an Südmeister 1. DFC Leoben.

#### Abschlusstabelle
Die Meisterschaft endete mit folgendem Ergebnis:
| Pl.                            | Verein               | Sp. | S  | U | N  | Tore    | Diff. | Punkte |
| ------------------------------ | -------------------- | --- | -- | - | -- | ------- | ----- | ------ |
| 1.                             | SV Horn              | 16  | 14 | 1 | 1  | 070:700 | +63   | 43     |
| 2.                             | 1. SVg Guntramsdorf  | 16  | 10 | 4 | 2  | 050:190 | +31   | 34     |
| 3.                             | SV Groß-Schweinbarth | 16  | 9  | 5 | 2  | 059:240 | +35   | 32     |
| 4.                             | DFC Heidenreichstein | 16  | 7  | 4 | 5  | 036:250 | +11   | 25     |
| 5.                             | SV Langenrohr        | 16  | 6  | 1 | 9  | 035:410 | −6    | 19     |
| 6.                             | USC Landhaus II      | 16  | 6  | 1 | 9  | 024:370 | −13   | 19     |
| 7.                             | ESV Süd-Ost (N)      | 16  | 3  | 5 | 8  | 027:390 | −12   | 14     |
| 8.                             | DFV Juwelen Janecka  | 16  | 4  | 2 | 10 | 027:700 | −43   | 14     |
| 9.                             | FSC Hainfeld (N)     | 16  | 1  | 1 | 14 | 022:880 | −66   | 04     |
| Stand: Endstand. Quelle: NOeFV |                      |     |    |   |    |         |       |        |

| (N) | Neueinsteiger aus der Landesliga der Saison 2004/05 |

Aufsteiger
- Niederösterreich: SV Neulengbach II
- Wien: FFC Favoriten

#### Torschützenliste
Die meisten Tore in der 2. Division Ost erzielte mit 25 Treffern Olga Lašová von der 1. SVg Guntramsdorf. Dahinter platzierten sich Zuzana Jarosova vom SV Horn mit 18, Cornelia Wallisch mit 17 und Claudia Polsterer (beide Groß-Schweinbarth) mit 16 Toren.

### Landesliga Steiermark

#### Modus
Die Landesliga Steiermark wurde mit acht Vereinen gespielt und wurde in einer Hin- und Rückrunde in 14 Spiele für jeden Verein der Meister ermittelt.

#### Saisonverlauf
Leoben, im Vorjahr nur auf Grund der schlechteren Tordifferenz aus der höchsten Spielklasse abgestiegen, feierte ungeschlagen den Meistertitel der zweiten Division und setzte sich in den anschließenden Qualifikationsspielen zur ÖFB-Frauenliga gegen den Ostmeister SV Horn in zwei Spielen durch.

#### Abschlusstabelle
Die Meisterschaft endete mit folgendem Ergebnis:
| Pl.                           | Verein               | Sp. | S  | U | N  | Tore    | Diff. | Punkte |
| ----------------------------- | -------------------- | --- | -- | - | -- | ------- | ----- | ------ |
| 1.                            | 1. DFC Leoben (A)    | 14  | 13 | 1 | 0  | 091:700 | +84   | 40     |
| 2.                            | SC St. Ruprecht/Raab | 14  | 11 | 2 | 1  | 048:140 | +34   | 35     |
| 3.                            | FC Südburgenland II  | 14  | 7  | 1 | 6  | 039:370 | +2    | 22     |
| 4.                            | SC Unterpremstätten  | 14  | 7  | 0 | 7  | 033:430 | −10   | 21     |
| 5.                            | LUV Graz II          | 14  | 5  | 1 | 8  | 014:220 | −8    | 16     |
| 6.                            | FC Maria Lankowitz   | 14  | 5  | 1 | 8  | 028:440 | −16   | 16     |
| 7.                            | FC Ligist            | 14  | 4  | 2 | 8  | 013:270 | −14   | 14     |
| 8.                            | ASK Köflach          | 14  | 0  | 0 | 14 | 006:780 | −72   | 0      |
| Stand: Endstand. Quelle: StFV |                      |     |    |   |    |         |       |        |

| (A) | Absteiger der Saison 2004/05 |

Aufsteiger
- Burgenland: keiner
- Kärnten: FC St. Veit/Glan
- Steiermark: keiner

#### Torschützenliste
Die erfolgreichsten Torschützinnen der Landesliga Steiermark waren Kaspar (34 Tore) und Kern (31 Tore) von Meister Leoben.

### Regionalliga West

#### Modus
Die Liga bestand aus neun Vereinen, die ein Herbsdurchgang einmal gegeneinander spielten. Nach acht Runden qualifizierten sich die ersten fünf Vereine für das Play-off, das im Frühjahr gespielt wurde und nach weiteren acht Runden wurde der Meister der Regionalliga West ermittelt.

#### Saisonverlauf
Die Herbstdurchgang der Regionalliga West begann am 3. September und endete am 5. November 2005 mit der 8. Runde, Herbstmeister wurde Schwarz-Weiß Bregenz. Das Play-off wurde vom 8. April bis 17. Juni 2006 ausgetragen. Schwarz-Weiß Bregenz konnte den ersten Platz im Herbstdurchgang verteidigen und wurde Meister der des Play-offs der Regionalliga West.

#### Abschlusstabellen
Abschlusstabelle Herbstdurchgang
Der Herbstdurchgang endete mit folgendem Ergebnis:
| Pl.                          | Verein                      | Sp. | S | U | N | Tore    | Diff. | Punkte |
| ---------------------------- | --------------------------- | --- | - | - | - | ------- | ----- | ------ |
| 1.                           | Schwarz-Weiß Bregenz        | 8   | 6 | 2 | 0 | 053:600 | +47   | 20     |
| 2.                           | Innsbrucker AC II           | 8   | 5 | 3 | 0 | 035:500 | +30   | 18     |
| 3.                           | SPG FC Lingenau/FC Mellau   | 8   | 5 | 1 | 2 | 028:180 | +10   | 16     |
| 4.                           | FC Koblach                  | 8   | 4 | 2 | 2 | 032:120 | +20   | 14     |
| 5.                           | SK Zirl                     | 8   | 4 | 2 | 2 | 021:130 | +8    | 14     |
| 6.                           | FC Nüziders (N)             | 8   | 2 | 1 | 5 | 006:250 | −19   | 07     |
| 7.                           | SPG FC Alberschwende/FC Egg | 8   | 2 | 1 | 5 | 006:350 | −29   | 07     |
| 8.                           | FC Rätia Bludenz (N)        | 8   | 1 | 1 | 6 | 005:240 | −19   | 04     |
| 9.                           | New Energy 95 Lustenau (N)  | 8   | 0 | 1 | 7 | 001:480 | −47   | 01     |
| Stand: Endstand. Quelle: TFV |                             |     |   |   |   |         |       |        |

| (N) | Neueinsteiger aus der Landesliga der Saison 2004/05 |

Abschlusstabelle (Frauen Regionalliga West Play-off)
Die Meisterschaft endete mit folgendem Ergebnis:
| Pl.                          | Verein                    | Sp. | S | U | N | Tore    | Diff. | Punkte |
| ---------------------------- | ------------------------- | --- | - | - | - | ------- | ----- | ------ |
| 1.                           | Schwarz-Weiß Bregenz      | 8   | 6 | 2 | 0 | 033:100 | +23   | 20     |
| 2.                           | FC Koblach                | 8   | 4 | 4 | 0 | 022:900 | +13   | 16     |
| 3.                           | SPG FC Lingenau/FC Mellau | 8   | 3 | 0 | 5 | 016:240 | −8    | 09     |
| 4.                           | Innsbrucker AC II         | 8   | 2 | 2 | 4 | 014:180 | −4    | 08     |
| 5.                           | SK Zirl                   | 8   | 0 | 2 | 6 | 008:320 | −24   | 02     |
| Stand: Endstand. Quelle: TFV |                           |     |   |   |   |         |       |        |

| (N) | Neueinsteiger aus der Landesliga der Saison 2004/05 |

Aufsteiger
- Tirol: keiner
- Vorarlberg: keiner

## Relegation

### Relegation zur ÖFB-Frauenliga
Die Relegationsspiele für den Aufstieg in die ÖFB-Frauenliga bestritten die Meister aus der 2. Liga Ost und Landesliga Steiermark, sowie der Meister der 2. Division Mitte gegen den letztplatzierten aus der ÖFB-Frauenliga. Die Gewinner dieser Begegnungen spielen ab der Saison 2006/07 in der ÖFB-Frauenliga.
Im ersten Spiel gewann der 1. DFC Leoben aus der Steiermark gewann gegen die SV Horn aus Niederösterreich mit einem Gesamtscore von 3:2 und spielt in der Saison 2006/07 in der höchsten österreichischen Frauen-Fußballliga. Der SV Horn bleibt zweitklassig und spielt weiter in der 2. Division Ost.
| Datum                       |                     | Gesamt |               | Hinspiel  | Rückspiel |
| --------------------------- | ------------------- | ------ | ------------- | --------- | --------- |
| 14. Juni 2006 17. Juni 2006 | 1. DFC Leoben (LLS) | 3:2    | SV Horn (2LO) | 3:1 (1:0) | 0:1 (0:0) |

| Legende: (2DO): 2. Liga Ost, (LLS): Landesliga Steiermark |

Das zweite Spiel konnten die LASK Ladies aus Oberösterreich die Letztplatzierten aus der ÖFB-Frauenliga, ASV St. Margarethen aus Kärnten mit 1:5 besiegen und spielt in der Saison 2006/07 in der höchsten österreichischen Frauen-Fußballliga. Die Kärntnerinnen müssen in die 2. Frauenliga Süd absteigen.
| Datum                       |                           | Gesamt |                   | Hinspiel  | Rückspiel |
| --------------------------- | ------------------------- | ------ | ----------------- | --------- | --------- |
| 15. Juni 2006 24. Juni 2006 | ASV St. Margarethen (1FB) | 1:5    | LASK Ladies (2DM) | 0:2 (0:2) | 1:3 (0:1) |

| Legende: (1FB): 1. Frauen Bundesliga, (2DM): 2. Division Mitte |